# Список керівників держав 759 року
Список керівників держав 759 року — це перелік правителів країн світу 759 року.
Список керівників держав 758 року — 759 рік — Список керівників держав 760 року — Список керівників держав за роками

## Європа
- Абазгія — ерістав Леон I (745—768)
- Айлех — Ніалл Фроссах мак Фергайле (743—770)
- Айргіалла — до 825 невідомо
- Королівство Східна Англія — Беорна (749—760)
- Королівство Астурія — Фруела I (757—768)
- Герцогство Баварія — Тассілон III (753—788)
- Перше Болгарське царство — Винех (756—762)
- Брихейніог — Теудр I (735—760?)
- Волзька Болгарія — Ірхан (? — 765?)
- Венеційська республіка — дож Доменіко Монегаріо (756—764)
- Вессекс — Кіневульф (757—786)
- Візантійська імперія — Костянтин V (741—775)
  - Неаполітанське герцогство — Стефан II (756—766)
- Королівство Гвент — Фернфел ап Ітел (755—775)
- Гвікке — Енберт (756—759); Угтред (759—770)
- Королівство Гвінед — Карадог ап Мейріон (754—798)
- Дал Ріада — Еоган мак Муйредах (736—759); до 761 — невідомо
- конунґ данів — Гаральд Боєзуб (735?-770?)
- Дівед — Теудос (730—760)
- Думнонія — король Коврдоллі ап Діфнвал (750—770)
- Королівство Ессекс — Сігерік (758—798)
- Іберійське князівство — Адарнасе III (748—760)
- Ірландія — верховний король Домналл Міді мак Мурхада (744—763)
- Карантанія — князь Ґотімиря (751/752—769)
- Королівство Кент — Етельберт II (748—762)
- Кордовський емірат — Абдаррахман I (756—788)
- Король лангобардів — Дезидерій (756—774)
  - Герцогство Беневентське — Арехіз II (758—774)
  - Сполетське герцогство — Албойн (757—759); Гізульф Сполетський (759—761)
  - Герцогство Фріульське — Петро (751—774)
- Ленстер — Муйредах мак Мурхадо (738—760)
- Мерсія —Оффа (757—796)
- Морганнуг — Ріс ап Ітел (755—785)
- Коннахт — Айліль Медрайге МакІннрехтах (756—764)
- Мунстер — Кахуссах мак Етерскелай (742—769)
- Король піктів — Енгус I (732—761)
- Королівство Нортумбрія — Освульф (758—759); Етелвалд Молл (759—765)
- Королівство Повіс — Брохфел ап Елісед (755—773)
- Королівство Сассекс — Осмунд (757—792)
- Сейсіллуг — Артен ап Сейсілл (740—807)
- Стратклайд — Думнагуал III (754—760)
- Улад — Фіахне мак Аедо Ройн (750—789)
  - Конайлле Муйрхемне — Варгал (Варгалах) мак Вахтбрайн (752—765)
  - Ві Ехах Кобо — Айлілль мак Федліммід (739—761)
- Король Міде Домналл Міді мак Мурхада (715—763)
- Франкське королівство:
  - Нейстрія — мажордом Піпін III Короткий (741—768)
  - Герцогство Васконія — персональна унія з герцогством Аквітанія до 768; Вайфер (744/745—768)
  - Бретонська марка — Роланд (753—778)
- Фризьке королівство — Гундеболд (748—760)
- Хозарський каганат — Багатур (755—675)
- Швеція — Гаральд Боєзуб (695? — 8 століття)
- Святий Престол; Папська держава — папа римський Павло I (757—767)
- Вселенський патріарх — Костянтин II (754—766)
  - Тбіліський емірат — до 813 невідомо

## Азія
- Близький Схід:
  - Аббасиди — Абу Джафар аль-Мансур (754—775)
    - Вірменський емірат — Хасан ібн Кахтаба ат-Таї (754—759); Язід ібн Усайд ас-Суламі (759—769)
    - Дербентський емірат — Хашим (745—760)
- Індія:
  - Західні Ганги — Шріпуруша (726—788)
  - Камарупа — до 815 точна хронологія невідома
  - самраат Кашмірської держави Лалітадітья Муктапіда (724—760)
  - Династія Майтрака — Сіладітія V (740—762)
  - Імперія Пала — Ґопала I (750—770)
  - Династія Паллавів — Нандіварман II (731—796)
  - Держава Пандья — Мараварман Раджасінга I (735—765)
  - Раджарата — раджа Аггабодхі VI (741—781)
  - Раштракути — Крішна I (756—774)
  - Східні Чалук'ї — Віджаядітья I (755—772)
- Індонезія:
  - Матарам — Панамкаран (746—775)
  - Шривіджая — Дармасету (742—775)
- Китай:
  - Династія Тан — Су-цзун (756—762)
  - Тибетська імперія — Тисрондецан (755—797)
- Наньчжао — Мень Гелофен (748—779)
- Корея:
  - Об'єднана Сілла — ісагим (король) Кьондок (742—765)
  - Пархе — Мун-ван (737—793)
- Паган — король Хтун Хтвин (753—757/762)
- Персія:
  - Дабуїди — Хуршид Табаристанський (747/748-760)
- Середня Азія:
  - Тюргеський каганат — Тенгрі-Елміш (753—756?/759?); Ата-Бойла (759—766)
  - Бухархудати — Туксбада III (753? —до 775?)
  - Уйгурський каганат — каган Баянчур-хан (747—759); Альп-Кюлюг Богю-каган (759—780)
- Ченла — Шамбхуварман (730—760)
- Японія — Імператор Дзюннін (758—764)

## Африка
- Аксумське царство — Талатем (753—774)
- Аббасиди — Абу Джафар аль-Мансур (754—775)
  - Берегвати — Саліх ібн Таріф (744—до 792?)
  - Некор (емірат) — Ідрис I ібн Саліх (?-760)
- Макурія — Абрахам (749—760)

## Північна Америка
- Мутульське царство — К'авііль-Чан-K'ініч (741—761)
- Баакульське царство — К'ініч-Кан-Балам III (751—764)
- Шукуупське царство — К'ак'-Їпях-Чан-К'авііль (749—763)
- Яшчилан —  Яшун Б'алам IV (752—768)
- Царство Цу'со — К'ак'-Тілів-Чан-Йо'паат (725—785)